# Juan Muñoz (calciatore)
Juan Muñoz Muñoz (Utrera, 12 novembre 1995) è un calciatore spagnolo, attaccante dell'União Leiria.

## Caratteristiche tecniche
Gioca come punta centrale è dotato di buona velocità.

## Carriera

### Club

#### Siviglia poi prestiti al Real Saragozza e Levante
Il 1º luglio 2013, approda al Siviglia B, per poi passare in prima squadra al Siviglia, dove tuttavia debutta ufficialmente il 3 dicembre 2014, in Coppa del Re, entrando al posto di Kévin Gameiro al 75º nella larga vittoria 5-1 in casa contro il CE Sabadell. L'8 febbraio 2015 debutta nella Liga entrando al minuto 56 al posto di Iago Aspas, nella sconfitta 2-1 contro il Getafe. Il 30 settembre seguente debutta in Champions League, al 79º subentrando a José Antonio Reyes nella partita persa contro la Juventus (2-0). Il 4 gennaio 2016 rinnova fino al giugno 2019, con il club andaluso, venendo definitivamente promosso in prima squadra. Il 28 gennaio seguente segna il suo primo goal in Coppa del Re contro il Mirandésm contribuendo inoltre alla vittoria finale. Il 14 maggio segna la sua prima rete in maglia andalusa in Liga, nell'ultima giornata di campionato, nella sconfitta 3-1 contro l'Athletic Bilbao. Il 31 agosto 2016 si trasferisce in prestito annuale al Real Saragozza. Il 24 gennaio 2017 cambia nuovamente squadra chiudendo la stagione in prestito al Levante.

#### Leganes
Dopo le esperienze con l'Alcorcón e l'Almería, nel giugno 2019 si trasferisce al Leganés per 1 milione di euro, firmando un contratto annuale. Il 27 marzo 2021 nella partita Almeria-Leganes di Liga 2 segna un gol su calcio di rigore al decimo minuto di recupero del secondo tempo, portando l'incontro sull'1-1, che sarà il risultato finale.

### Nazionale
Il 15 aprile 2014, debutta con la nazionale spagnola Under-19, in un'amichevole vinta per 4-0 contro la Serbia, nel quale realizza una doppietta.

## Statistiche

### Presenze e reti nei club
Statistiche aggiornate al 14 maggio 2016.
| Stagione        | Squadra         | Campionato      | Campionato | Campionato | Coppe nazionali | Coppe nazionali | Coppe nazionali | Coppe continentali | Coppe continentali | Coppe continentali | Altre coppe | Altre coppe | Altre coppe | Totale | Totale |
| Stagione        | Squadra         | Comp            | Pres       | Reti       | Comp            | Pres            | Reti            | Comp               | Pres               | Reti               | Comp        | Pres        | Reti        | Pres   | Reti   |
| --------------- | --------------- | --------------- | ---------- | ---------- | --------------- | --------------- | --------------- | ------------------ | ------------------ | ------------------ | ----------- | ----------- | ----------- | ------ | ------ |
| 2014-2015       | Siviglia        | PD              | 1          | 0          | CR              | 1               | 0               | UEL                | 0                  | 0                  | SU          | -           | -           | 2      | 0      |
| 2015-2016       | Siviglia        | PD              | 8          | 1          | CR              | 1               | 1               | UCL+UEL            | 1+0                | 0                  | SU          | -           | -           | 10     | 2      |
| Totale carriera | Totale carriera | Totale carriera | 9          | 1          |                 | 2               | 1               |                    | 1                  | 0                  |             | -           | -           | 12     | 2      |

## Palmares

### Club

#### Competizioni internazionali
- UEFA Europa League: 2

Siviglia: 2014-2015, 2015-2016

#### Competizioni nazionali
- Segunda División: 1

Levante: 2016-2017